# Iliturgi
Iliturgi, Illiturgis o Iliturgis fue una ciudad ibérica y posteriormente de la Hispania romana. Fue refundada por Tiberio Sempronio Graco cuando fue pretor de Hispania Citerior (181-179 a. C.). Se encontraba situada justo al sur del río Betis (actual Guadalquivir), en el actual término municipal de Mengíbar. Junto a la ciudad ibérica original, situada en el llamado Cerro de la Muela, surgió una nueva ciudad romana al este de la anterior, en la llamada «Encomienda de Maquiz». Durante mucho tiempo se creyó que Iliturgi estaba situada cerca de Andújar, en un yacimiento que ha terminado por ser identificado con la antigua Isturgi.

## Historia
Durante la segunda guerra púnica Isturgi se puso del lado de los romanos y fue asediada sin éxito por los cartagineses. Cuando los hermanos Publio y Cneo Cornelio Escipión fueron derrotados, Iliturgi y Cástulo se pasaron al bando cartaginés; además, de acuerdo con las fuentes romanas, los ciudadanos de Iliturgi ejecutaron a los romanos que habían buscado refugio en ella durante la guerra. Cuando Escipión el Africano tomó por asalto la ciudad en el año 206 a. C. hizo ejecutar a todos sus habitantes y quemar sus cadáveres.
Como ciudad romana, Iliturgi fue parte de la provincia de la Bética, y creció en tamaño.
Eufrasio de Iliturgi fue su primer obispo cristiano.[cita requerida] En el siglo VII el rey visigodo Sisebuto construyó una iglesia sobre el sepulcro de Eufrasio en Iliturgi, pero durante la conquista musulmana de la península ibérica en el siglo VIII las reliquias de Eufrasio fueron trasladadas a Galicia.

## Localización
Durante muchos años se pensó que la ciudad de Iliturgi se hallaba en la actual Andújar, aunque posteriormente se identificó con la «Encomienda de Maquiz», en el término municipal de Mengíbar; esta hipótesis es actualmente aceptada por la mayoría de arqueólogos e historiadores. Aun así, en 2019 unos autores propusieron que podría hallarse bajo la actual ciudad de Jaén.